# Adelsried (Bernried)
Adelsried ist ein Gemeindeteil der Gemeinde Bernried am Starnberger See im Landkreis Weilheim-Schongau (Oberbayern, Bayern).
Die Siedlung Adelsried wurde das erste Mal im Jahr 1083 schriftlich erwähnt als Arnotesriet, also „Rodung des Arnolt“. Die Endung „-ried“ lässt an eine Gründung um die Jahrtausendwende denken. Später gehörte die Schwaige Adelsried zum Kloster Bernried und Berthold von Seefeld besaß im 1348 in Adelsried eine Vogtei und zwei Güter.
1914 erwarb die Brauereibesitzertochter Wilhelmina Busch das Gut Adelsried und ihr Ehemann eröffnete dort eine Pferdezucht. 1956 wechselte Adelsried erneut den Besitzer und gehörte nun Lorenz Mayer.